# Lordstown
Lordstown és una població dels Estats Units a l'estat d'Ohio. Segons el cens del 2000 tenia 3.633 habitants.

## Demografia
Segons el cens del 2000, Lordstown tenia 3.633 habitants, 1.412 habitatges, i 1.077 famílies. La densitat de població era de 60,6 habitants per km².
Dels 1.412 habitatges en un 32,2% hi vivien nens de menys de 18 anys, en un 63,7% hi vivien parelles casades, en un 9% dones solteres, i en un 23,7% no eren unitats familiars. En el 21,1% dels habitatges hi vivien persones soles el 7,6% de les quals corresponia a persones de 65 anys o més que vivien soles. El nombre mitjà de persones vivint en cada habitatge era de 2,57 i el nombre mitjà de persones que vivien en cada família era de 2,97.
Per edats la població es repartia de la següent manera: un 24% tenia menys de 18 anys, un 7,1% entre 18 i 24, un 27,9% entre 25 i 44, un 30% de 45 a 60 i un 11% 65 anys o més.
L'edat mediana era de 40 anys. Per cada 100 dones de 18 o més anys hi havia 97,8 homes.
La renda mediana per habitatge era de 51.144 $ i la renda mediana per família de 55.305 $. Els homes tenien una renda mediana de 45.082 $ mentre que les dones 28.063 $. La renda per capita de la població era de 22.683 $. Aproximadament el 5,6% de les famílies i el 4,4% de la població estaven per davall del llindar de pobresa.

## Poblacions més properes
El següent diagrama mostra les poblacions més properes.